# Intars Busulis
Intars Busulis (født 2. maj 1978 i Talsi i Lettiske SSR) er en lettisk sanger, som repræsenterede Letland ved Eurovision Song Contest 2009, med sangen "Probka". Han deltog i den anden semifinale den 14. maj, men sluttede sidst med syv point og fik ikke en plads i finalen. Busulis vandt musikkonkurrencen Nye Bølge i 2005.